# Pixel Tablet

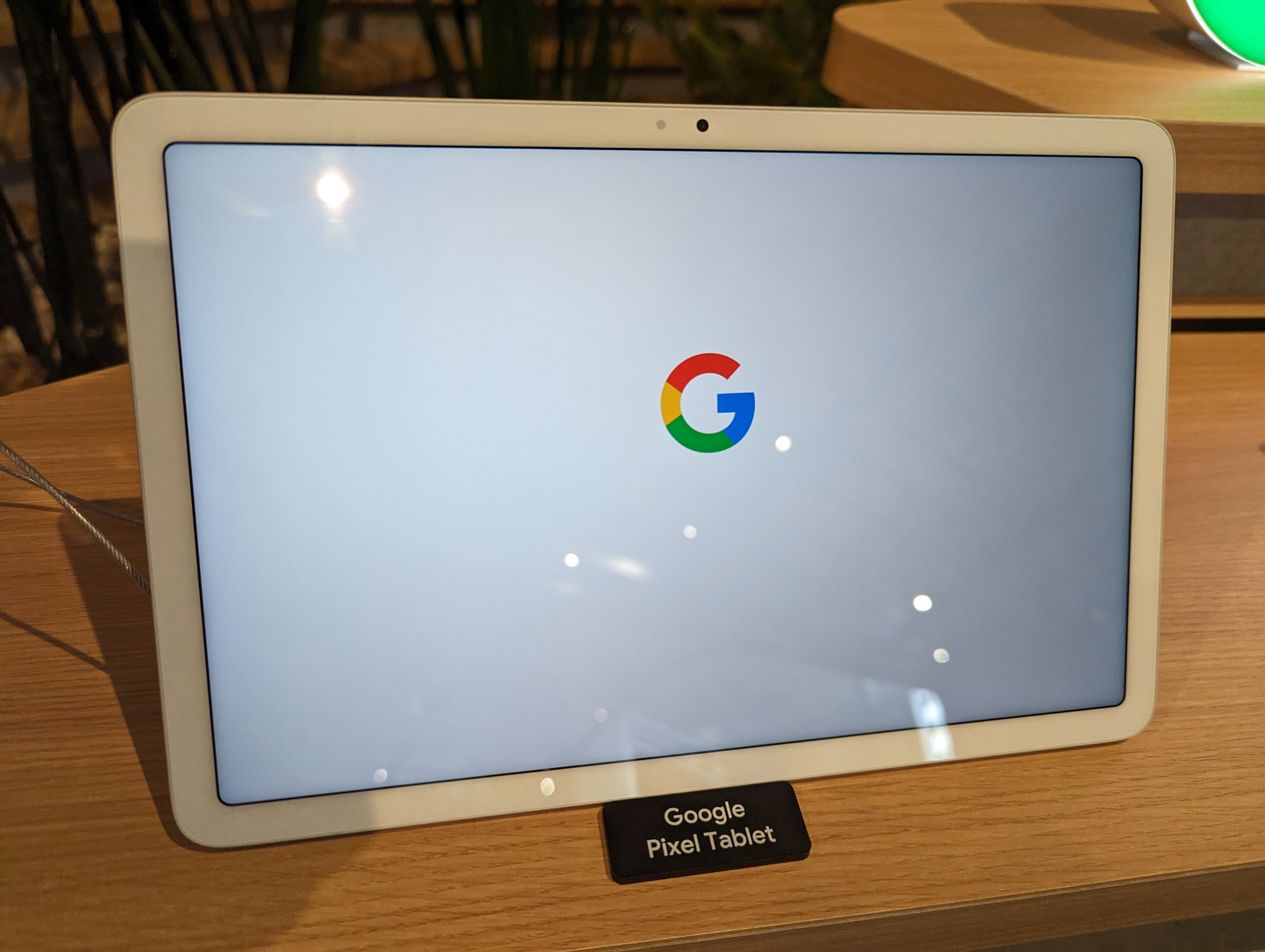
Pixel Tablet

Pixel Tablet是一款由Google设计、开发和销售的Android平板电脑，是Google Pixel产品线的一部分。它在2022年5月的2022 Google I/O主题演讲上进行了预览，並於2023年5月10日的Google I/O主题演讲上正式發表。